# Drepanolejeunea subvittata
Drepanolejeunea subvittata là một loài Rêu trong họ Lejeuneaceae. Loài này được (Herzog) Grolle mô tả khoa học đầu tiên năm 1991.